# Morderstwo carskiej rodziny

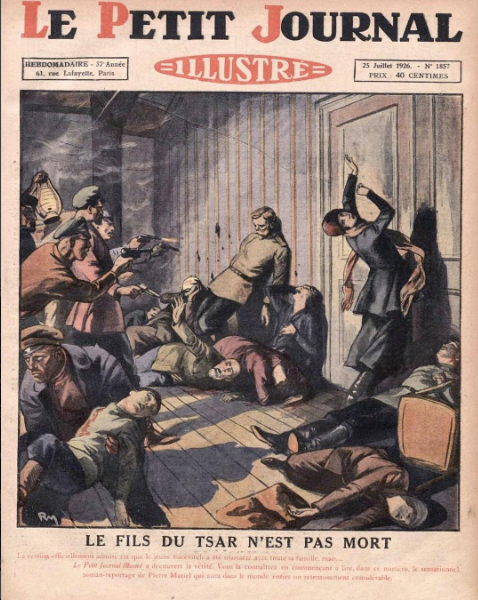
Okładka francuskiego dziennika „Le Petit Journal” z 1926 przedstawiająca morderstwo carskiej rodziny

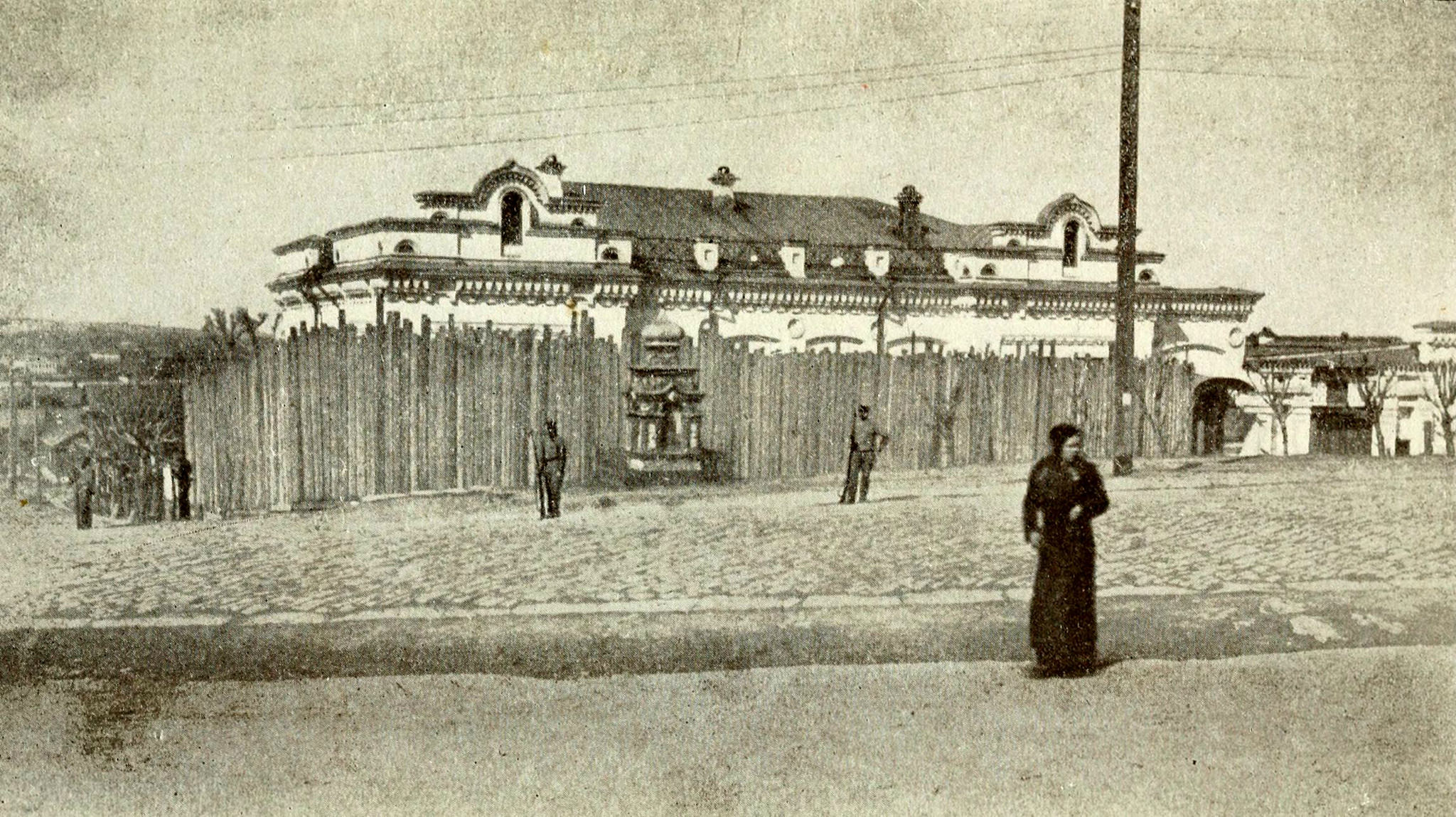
Dom Specjalnego Przeznaczenia w Jekaterynburgu, zarekwirowany przez bolszewików Nikołajowi Ipatiewowi w którym przetrzymywano i zamordowano carską rodzinę

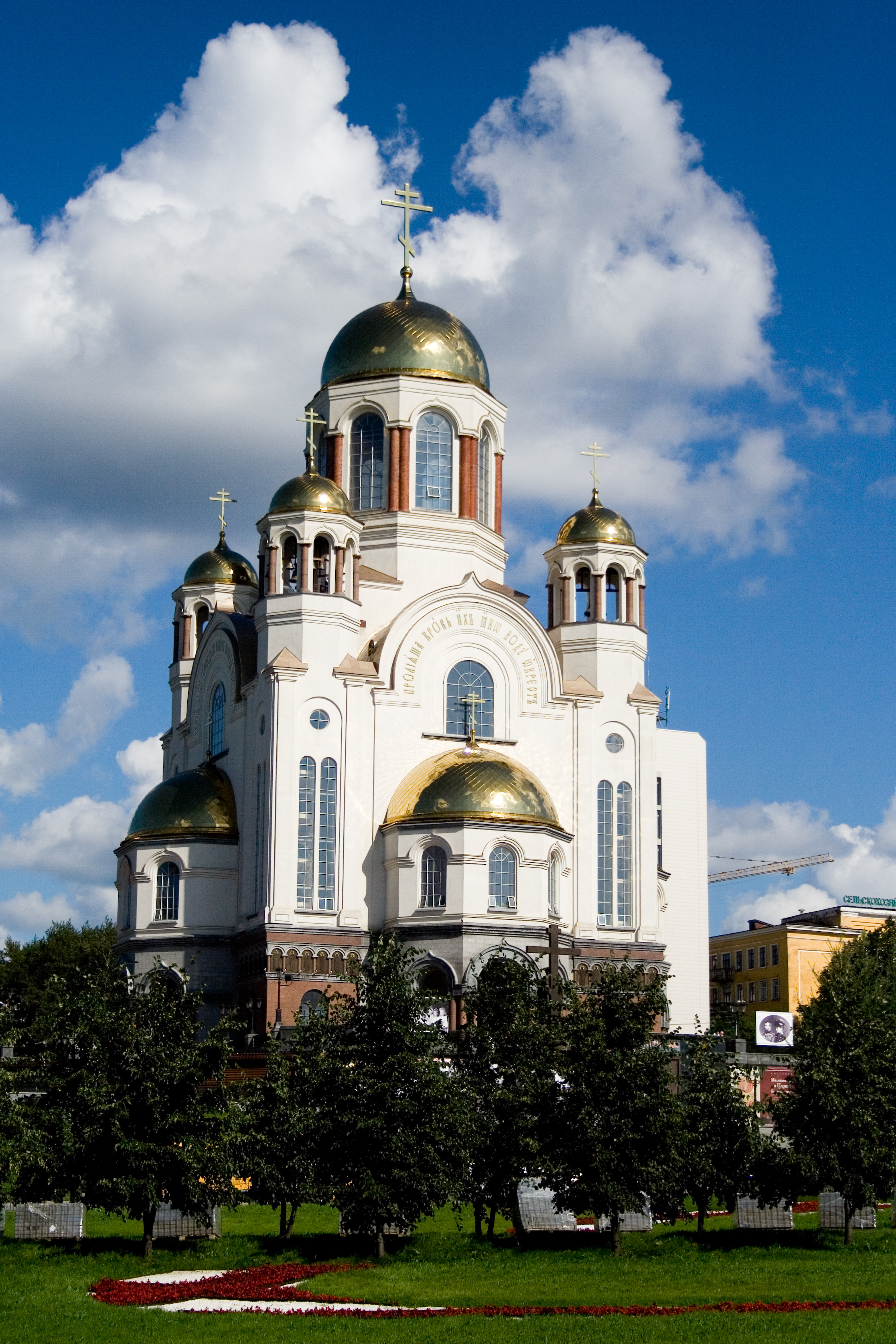
Cerkiew Na Krwi pod wezwaniem Wszystkich Świętych w Ziemi Rosyjskiej Jaśniejących w Jekaterynburgu wzniesiona na miejscu egzekucji carskiej rodziny

Morderstwo carskiej rodziny – mord przeprowadzony w nocy z 16 na 17 lipca 1918 w Jekaterynburgu, na byłym cesarzu Mikołaju II Romanowie, jego żonie Aleksandrze i dzieciach Oldze, Tatianie, Marii, Anastazji i Aleksym, przez bolszewików kierowanych przez Jakowa Jurowskiego, działających na rozkaz Lenina, Swierdłowa i Obwodowej Rady Uralskiej. Ofiarami zbrodni stali się też służący rodziny carskiej oraz pies Tatiany Romanowej.

## Tło
W wyniku rewolucji lutowej car Mikołaj II abdykował 15 marca 1917 i wraz z rodziną został osadzony w areszcie domowym w Carskim Siole, jednak na początku sierpnia 1917 na polecenie premiera Kiereńskiego carska rodzina została przeniesiona do Tobolska. W lutym 1918 dotychczasowych wartowników zajmowanego przez nich domu zastąpili strażnicy bolszewiccy. 20 lutego 1918 Rada Komisarzy Ludowych RFSRR pod przewodnictwem Lenina podjęła decyzję o postawieniu byłego cara przed sądem, nie ustalając na razie miejsca procesu, jednak wojskowy komisarz Rady Uralskiej Filipp Gołoszczokin zaproponował przewiezienie carskiej rodziny do Jekaterynburga. 1 kwietnia 1918 przewodniczący Wszechrosyjskiego Centralnego Komitetu Wykonawczego (WCIK) Jakow Swierdłow postanowił przewieźć Romanowów do Moskwy, ponieważ jednak sytuacja była niepewna, zdecydowano się „tymczasowo” umieścić ich w Jekaterynburgu. 30 kwietnia 1918 Mikołaj, Aleksandra i Maria znaleźli się w Jekaterynburgu, a 20 maja dołączyli do nich Olga, Tatiana, Anastazja i Aleksy. Umieszczono ich w Domu Specjalnego Przeznaczenia, zarekwirowanym przez bolszewików Nikołajowi Ipatiewowi, gdzie pozostawali w ścisłej izolacji od świata. W czerwcu 1918, gdy zbuntowany Korpus Czechosłowacki zbliżał się do Jekaterynburga, przewodniczący Prezydium Rady Uralskiej Aleksandr Biełoborodow i Piotr Wojkow spotkali się z Jakowem Jurowskim i Gawriiłem Miasnikowem, podejmując decyzję o zamordowaniu Romanowów: 

Rada Obwodu Uralskiego kategorycznie odmawia wzięcia odpowiedzialności za przewiezienie Mikołaja Romanowa w kierunku Moskwy i uważa za konieczne jego zlikwidowanie. Istnieje duże niebezpieczeństwo, że obywatel Romanow wpadnie w ręce Czechosłowaków i innych kontrrewolucjonistów... Nie możemy uchylić się od naszego obowiązku wobec Rewolucji. Rodzina Romanowów... musi również zostać zlikwidowana.

 Następnie Filip Gołoszczokin udał się do Moskwy, by uzyskać aprobatę Lenina i Swierdłowa na zgładzenie carskiej rodziny. Bolszewicy postanowili wówczas, że gdyby Romanowowie mieli wpaść w ręce kontrrewolucjonistów, powinni zostać zabici. 16 lipca zgodę na zabicie cara i jego rodziny wydał, na polecenie Lenina, Jakow Swierdłow. W porozumieniu ze Swierdłowem Gołoszczokin mianował komendantem straży Domu Specjalnego Przeznaczenia Jakowa Jurowskiego, który zmienił skład straży. 12 lipca Gołoszczokin powiedział członkom Prezydium Rady Uralskiej, że stolica zatwierdziła plan „egzekucji” i że skoro Romanowów nie można bezpiecznie wywieźć, należy ich zlikwidować. Na bezpośredniego kierownika zbrodni wyznaczono Jurowskiego. Uralscy bolszewicy mieli użyć kryptonimu „Proces” (oznaczającego rozstrzelanie), a sama operacja Jurowskiego miała kryptonim „Kominiarz”. 15 lipca Jurowski rozpoczął przygotowania i wybrał katów, zamówił także ciężarówkę do przewozu zwłok. Gdy wezwał do siebie pluton egzekucyjny, w ostatniej chwili dwóch jego członków odmówiło udziału w zabójstwie, ponieważ nie chcieli zabijać dziewcząt. Jurowski przydzielił każdemu zabójcy konkretną ofiarę, rozdał broń, samemu biorąc mauzera i colta, a swojemu głównemu pomocnikowi Piotrowi Jermakowowi wręczając trzy nagany, mauzera i bagnet. Jurowski kazał katom strzelać prosto w serce.

## Egzekucja
W nocy z 16 na 17 lipca 1918 Jurowski kazał nadwornemu lekarzowi Jewgienijowi Botkinowi obudzić rodzinę, mówiąc mu, że w mieście jest niespokojnie, i że trzeba przenieść wszystkich w bezpieczniejsze miejsce. Wszystkich zaprowadzono do piwnicy, a jednocześnie Jermakow nakazał kierowcy ciężarówki włączyć silnik, żeby zagłuszyć odgłosy strzałów. Wtedy Jurowski wprowadził katów do piwnicy, nakazał więźniom wstać i przeczytał postanowienie Rady Uralskiej: 

Wobec tego, że wasi krewni nadal atakują Rosję Radziecką, Prezydium Rady Uralskiej skazało was na rozstrzelanie.

Mikołaj spytał, co to ma znaczyć, po czym Jurowski powtórzył postanowienie i strzelił do niego, a następnie wszyscy zabójcy otworzyli ogień do byłego cara, trafiając również Botkina i służących. Strzelanina stawała się coraz bardziej chaotyczna, a dym coraz gęstszy. Aleksandra przeżegnała się, a Jermakow zabił ją strzałem w głowę. Gdy Maria próbowała uciec drzwiami z tyłu pomieszczenia, postrzelił ją w udo. Z powodu gęstego dymu i pyłu gipsowego Jurowski kazał otworzyć drzwi, żeby zabójcy mogli zaczerpnąć powietrza. W tym momencie martwi byli tylko Mikołaj, Aleksandra i dwoje służących. Po powrocie do izby Jurowski zabił Botkina strzałem w głowę. Jurowski i jego zastępca Grigorij Nikulin zaczęli strzelać do Aleksego, później Jermakow zaczął dźgać chłopca bagnetem. W końcu Jurowski zabił go strzałem w głowę. Pozostałe córki, Olga, Tatiana i Anastazja, które zbiły się w gromadkę, krzycząc z przerażenia, na razie nie były ranne, ponieważ miały zaszyte w ubraniach klejnoty, które chroniły je przed kulami. Jurowski i Jermakow podeszli do nich, po czym pierwszy zabił Tatianę strzałem w tył głowy, a drugi strzelił Oldze w szczękę, dźgnął Marię bagnetem w pierś, a na końcu zastrzelił ją. Następnie Jermakow przycisnął Anastazję do ściany i zaczął dźgać bagnetem, później zabił ją strzałem w głowę, po czym zaczął ponownie dźgać bagnetem zwłoki Mikołaja i Aleksandry. W tej chwili pokojówka carycy Anna Diemidowa ocknęła się, ale Jermakow zadźgał ją bagnetem.
Po dziesięciu minutach rzezi Jurowski sprawdził, czy wszystkie ofiary są martwe, i rozkazał ludziom wynosić ciała. W momencie wynoszenia dwójki dziewcząt prawdopodobnie Marii i Anastazji zaczęły one charczeć i krzyczeć, w związku z czym Jermakow dobił je bagnetem. Gdy zabójcy wyrzucali zwłoki do ciężarówki, jeden z żołnierzy zabił bagnetem psa Tatiany. Ciała zamordowanych rozebrano do naga, ubrania spalono, po czym wrzucono ciała do szybu kopalnianego, gdzie część z nich spalono, a część oblano kwasem siarkowym. Następnego dnia WCIK uznał za „właściwą” decyzję Rady Obwodu Uralskiego.

## Morderstwo wielkiego księcia Michała
W Permie na Uralu znajdował się też inny członek carskiej rodziny, wielki książę Michał, aresztowany przez czekistów 7 marca 1918 wraz z sekretarzem Nicholasem Johnsonem i przewieziony do głównej siedziby bolszewików w Instytucie Smolnym w Piotrogrodzie, a następnie osadzony w areszcie domowym w hotelu Korolowa w Permie. Gdy Korpus Czechosłowacki zbliżał się do Permu, w porozumieniu z Gołoszczokinem Gawriił Miasnikow wraz z czterema wspólnikami z Czeki wyprowadził Michała i jego sekretarza z hotelu, zawiózł do pobliskiego lasu i zabił strzałami w tył głowy. Po obrabowaniu zwłok ze srebrnego zegarka oblano je naftą i podpalono. Lenin i Swierdłow dowiedzieli się o zabójstwie po fakcie, jednak zaaprobowali je. Wielki książę Michał był pierwszym członkiem carskiej rodziny zamordowanym przez bolszewików.

## Mord w Ałapajewsku
W Ałapajewsku bolszewicy przetrzymywali sześcioro członków carskiej rodziny – wielką księżną Elżbietę, wielkiego księcia Sergiusza, księcia krwi imperatorskiej Konstantego, księcia krwi imperatorskiej Igora i księcia krwi imperatorskiej Jana wraz z mniszką Barbarą i służącym. Późnym wieczorem 17 lipca 1918 wszyscy oni zostali obudzeni przez czekistów, którzy powiedzieli im, że z powodu zbliżania się wojsk białych zostaną przewiezieni w inne miejsce. Jeden z zabójców Wasilij Riabow postrzelił w ramię Sergiusza, który domyślał się prawdziwych zamiarów czekistów, i który tłumaczył, że nigdy nie zajmował się polityką, tylko kochał sport, grał w bilard i interesował się numizmatyką. Więźniowie zostali związani i zawiązano im oczy, zapędzono do zalanej wodą kopalni, gdzie zabito Sergiusza strzałem w głowę, Elżbietę pobito kolbami karabinów do utraty przytomności, następnie wszystkie ofiary wrzucono do szybu, dokąd następnie wrzucono granaty, a później płonące gałęzie.

## Mord w Twierdzy Pietropawłowskiej
Bolszewicy przetrzymywali w więzieniu w Wołogdzie trzech wielkich książąt: Mikołaja („Bimbo”), Jerzego i Dymitra, a także księcia Pawła (szóstego syna cara Aleksandra II) i księcia krwi imperatorskiej Gawriła, których latem 1918 przewieziono do Twierdzy Pietropawłowskiej. Mimo że pisarz Maksim Gorki apelował do Lenina, by darował życie Mikołajowi, 27 stycznia 1919 książęta zostali obudzeni w środku nocy, zmuszeni do rozebrania się do pasa, wyprowadzeni na dziedziniec przed soborem, postawieni nad rowem (w którym leżało 13 ciał zabitych) i zastrzeleni, a ich ciała wrzucono do zbiorowego grobu.

## Rehabilitacja prawna zamordowanej carskiej rodziny

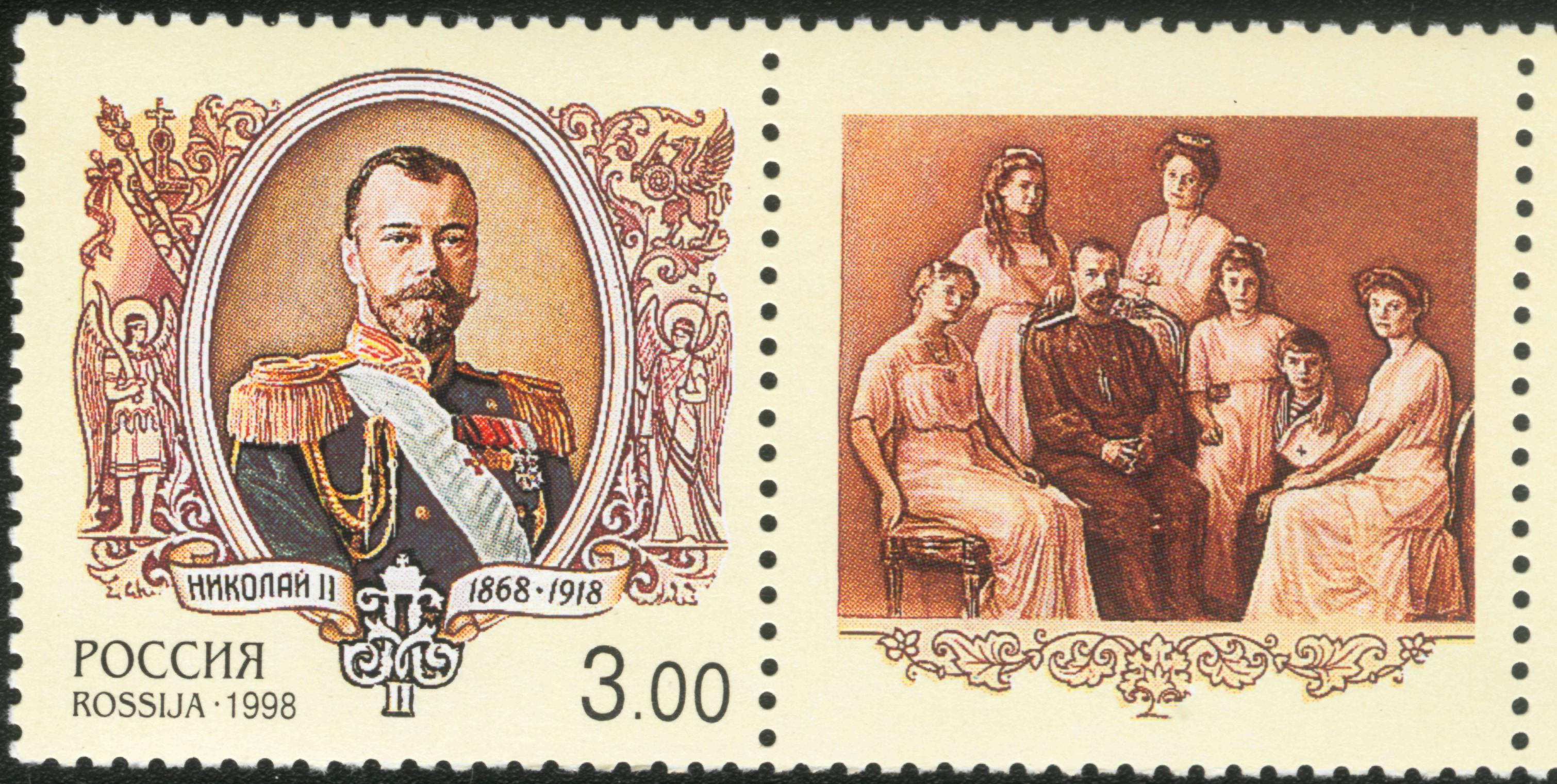
Rosyjski znaczek pocztowy z wizerunkiem cara Mikołaja II i jego rodziny wydany w 1998

1 października 2008 Sąd Najwyższy Federacji Rosyjskiej oficjalnie orzekł, że Mikołaj II i jego rodzina byli ofiarami represji politycznych i dokonał ich rehabilitacji. Czyn ten potępiła Komunistyczna Partia Federacji Rosyjskiej, obiecując, że decyzja „prędzej czy później zostanie skorygowana”.
Badanie przeprowadzone przez Rosyjskie Centrum Badania Opinii Publicznej z 11 lipca 2018 wykazało, że 57% Rosjan w wieku powyżej 35 lat uważa, że egzekucja rodziny carskiej jest ohydną i nieuzasadnioną zbrodnią, 46% osób w wieku od 18 do 24 lat uważa, że Mikołaj II musiał zostać ukarany za swoje błędy, a 3% było przekonanych, że egzekucja rodziny była słuszną zemstą publiczną za błędy cara.